# Alex Scarrow
Alex Scarrow (ur. 14 lutego 1966 w Hertfordzie) – brytyjski pisarz, twórca literatury młodzieżowej, autor thrillerów oraz powieści science fiction i fantasy, projektant gier komputerowych, brat pisarza Simona Scarrowa.
Za swoją powieść Time Riders. Jeźdźcy w czasie otrzymał nagrody literackie: Hampshire Book Awards i Red House Children's Book Award.
Jest żonaty i ma syna. Mieszka w Norwich.

## Powieści
- A Thousand Suns (2006)

Seria Last Light
1. Last Light (2003; wyd. pol. Gdy zgasną światła  2010)
2. Afterlight (2010)

- October Skies (2008; wyd. pol. Anioł śmierci 2008)

Seria TimeRiders
1. TimeRiders (2010; wyd. pol. Time Riders. Jeźdźcy w czasie 2013)
2. Day of the Predator (2010; wyd. pol. Time Riders. Czas drapieżników 2013)
3. The Doomsday Code (2011; wyd. pol. Time Riders. Kod apokalipsy 2013)
4. The Eternal War (2011; wyd.pol. Time Riders. Wieczna Wojna 2014)[3]
5. Gates of Rome (2012; wyd. pol. Time Riders. Wrota Rzymu 2014)[4]
6. City of Shadows (2012; wyd. pol. Time Riders. Miasto cieni 2015)[5]
7. The Pirate Kings (2013; wyd. pol. Time Tiders. Królowie piratów 2016)[6]
8. The Mayan Prophecy (2013)
9. The Infinity Cage (2014)

- The Candle Man (2012)

Seria Ellie Quin
1. The Legend of Ellie Quin (2012)
2. The World According to Ellie Quin (2012)
3. Beneath the Neon Sky (2012)